# Ana Moser
Ana Beatriz Moser (Blumenau, 14 agosto 1968) è una pallavolista e politica brasiliana.

## Biografia
Ana Moser è stata membro della squadra brasiliana femminile di pallavolo per oltre un decennio, figurando anche come capitano e vincendo il bronzo alle Olimpiadi estive del 1996: in quell'occasione per la prima volta il Brasile salì su un podio olimpico. La Moser ha preso parte anche alla Coppa del Mondo FIVB del 1999 e ha aiutato il Brasile a qualificarsi per le Olimpiadi estive del 2000. Ha lasciato l'agonismo subito dopo.
Nel 2009 è stata inserita nella International Volleyball Hall of Fame.
Nel 2022 è diventata Ministra dello Sport in Brasile sotto la presidenza di Luiz Inácio Lula da Silva. Tuttavia nel settembre del 2023 è stata rimossa dalla carica, per sopravvenuti contrasti con Lula.